# 八尾木北
八尾木北（やおぎきた）は、大阪府八尾市の地名。現行行政地名は八尾木北一丁目から八尾木北六丁目。住居表示は未実施。
広義の八尾木地区（旧大字八尾木）は昭和51年（1976年）から昭和54年（1979年）にかけて町名地番改正が行われ、八尾木（やおぎ）、八尾木北（やおぎきた）、八尾木東（やおぎひがし）、大字八尾木（おおあざよおぎ）に細分された。

## 歴史
令制国一覧 > 畿内 > 河内国 > 若江郡 > 八尾木村（よおぎむら）

## 地理
八尾木北は地区の北側、府道柏村南本町線よりも北に位置する。中央に楠根川が南北に流れる。地内は住宅地・商業地・工業地が混在している。

## 世帯数と人口
2020年（令和2年）3月31日現在（八尾市発表）の世帯数と人口は以下の通りである。
| 丁目           | 世帯数    | 人口    |
| -------------- | --------- | ------- |
| 八尾木北一丁目 | 151世帯   | 347人   |
| 八尾木北二丁目 | 223世帯   | 544人   |
| 八尾木北三丁目 | 368世帯   | 830人   |
| 八尾木北四丁目 | 107世帯   | 223人   |
| 八尾木北五丁目 | 304世帯   | 661人   |
| 八尾木北六丁目 | 404世帯   | 990人   |
| 計             | 1,557世帯 | 3,595人 |

### 人口の変遷
国勢調査による人口の推移。
| 1995年（平成7年）  | 3,235人 | [ 5 ] |  |
| 2000年（平成12年） | 3,562人 | [ 6 ] |  |
| 2005年（平成17年） | 3,563人 | [ 7 ] |  |
| 2010年（平成22年） | 3,699人 | [ 8 ] |  |
| 2015年（平成27年） | 3,676人 | [ 9 ] |  |

### 世帯数の変遷
国勢調査による世帯数の推移。
| 1995年（平成7年）  | 1,053世帯 | [ 5 ] |  |
| 2000年（平成12年） | 1,232世帯 | [ 6 ] |  |
| 2005年（平成17年） | 1,291世帯 | [ 7 ] |  |
| 2010年（平成22年） | 1,367世帯 | [ 8 ] |  |
| 2015年（平成27年） | 1,408世帯 | [ 9 ] |  |

## 学区
市立小・中学校に通う場合、学区は以下の通りとなる（2020年5月時点）。
| 丁目           | 番                     | 小学校             | 中学校               |
| -------------- | ---------------------- | ------------------ | -------------------- |
| 八尾木北一丁目 | 全域                   | 八尾市立刑部小学校 | 八尾市立曙川南中学校 |
| 八尾木北二丁目 | 全域                   | 八尾市立刑部小学校 | 八尾市立曙川南中学校 |
| 八尾木北三丁目 | 全域                   | 八尾市立刑部小学校 | 八尾市立曙川南中学校 |
| 八尾木北四丁目 | 1～68番地 81～99番地   | 八尾市立刑部小学校 | 八尾市立曙川南中学校 |
| 八尾木北四丁目 | 69～80番地             | 八尾市立曙川小学校 | 八尾市立曙川南中学校 |
| 八尾木北五丁目 | 93～135番地            | 八尾市立曙川小学校 | 八尾市立曙川南中学校 |
| 八尾木北五丁目 | 1～92番地 136～219番地 | 八尾市立刑部小学校 | 八尾市立曙川南中学校 |
| 八尾木北六丁目 | 1～29番地 43～196番地  | 八尾市立刑部小学校 | 八尾市立曙川南中学校 |
| 八尾木北六丁目 | 30～42番地             | 八尾市立曙川小学校 | 八尾市立曙川南中学校 |

## 事業所
2016年（平成28年）現在の経済センサス調査による事業所数と従業員数は以下の通りである。
| 丁目           | 事業所数  | 従業員数 |
| -------------- | --------- | -------- |
| 八尾木北一丁目 | 35事業所  | 257人    |
| 八尾木北二丁目 | 22事業所  | 324人    |
| 八尾木北三丁目 | 22事業所  | 178人    |
| 八尾木北四丁目 | 25事業所  | 236人    |
| 八尾木北五丁目 | 48事業所  | 357人    |
| 八尾木北六丁目 | 30事業所  | 214人    |
| 計             | 182事業所 | 1,566人  |

## 主な施設
- あひる保育園（2丁目）
- 八尾木北第1公園（4丁目）
- 創価学会河内文化会館（4丁目）
- 由義神社（5丁目）
由義宮の跡地とされる場所に鎮座する神社。境内の碑文に「式内河内5社の1社で立派な旧社」の旨が記されるが、延喜式神名帳に記される八尾市内の神社はは特定されており、由義神社に該当する神社ではないため、記載の根拠は不明[12]。
現在の祭神は素盞嗚尊、少名彦名命。 創建以来、度重なる兵火で焼失しているが、貞享3年（1686年）に再建、由義神社と改称して現在に至る。「由義宮旧址」碑が境内にある。
- 八尾天然温泉 八尾グランドホテル（5丁目）

## 交通
主要道路
- 大阪府道174号八尾道明寺線
- 大阪府道182号柏村南本町線
- 八尾市道曙川第177号線・曙川第188号線

## その他

### 日本郵便
- 郵便番号 : 581-0016[2]（集配局：八尾郵便局[13]）。

## 脚註
1. 1 2 3  “町丁字別人口・世帯数（令和2年3月末日現在）”.   八尾市 (2020年4月9日). 2020年5月6日閲覧。
2. 1 2  “八尾木北の郵便番号”.  日本郵便. 2019年8月15日閲覧。
3. ↑  “市外局番の一覧”.   総務省. 2019年6月24日閲覧。
4. ↑  “住居表示の実施区域一覧”.   八尾市 (2014年5月19日). 2020年5月6日閲覧。
5. 1 2  “平成7年国勢調査の調査結果(e-Stat) - 男女別人口及び世帯数 －町丁・字等”.   総務省統計局 (2014年3月28日). 2019年8月16日閲覧。
6. 1 2  “平成12年国勢調査の調査結果(e-Stat) - 男女別人口及び世帯数 －町丁・字等”.   総務省統計局 (2014年5月30日). 2019年8月16日閲覧。
7. 1 2  “平成17年国勢調査の調査結果(e-Stat) - 男女別人口及び世帯数 －町丁・字等”.   総務省統計局 (2014年6月27日). 2019年8月16日閲覧。
8. 1 2  “平成22年国勢調査の調査結果(e-Stat) - 男女別人口及び世帯数 －町丁・字等”.   総務省統計局 (2012年1月20日). 2019年8月16日閲覧。
9. 1 2  “平成27年国勢調査の調査結果(e-Stat) - 男女別人口及び世帯数 －町丁・字等”.   総務省統計局 (2017年1月27日). 2019年8月16日閲覧。
10. ↑  “住所からの校区一覧”.   八尾市. 2020年5月6日閲覧。
11. ↑  “平成28年経済センサス－活動調査 / 事業所に関する集計 産業横断的集計 都道府県別結果”.   総務省統計局 (2018年6月28日). 2019年10月23日閲覧。
12. ↑  由義神社（八尾市）（大阪再発見！）
13. ↑  “郵便番号簿 2019年度版” (PDF).   日本郵便. 2019年11月4日閲覧。